# Vladimír Lajčiak
Vladimír Lajčiak (* 14. února 1930) byl slovenský a československý politik a poúnorový bezpartijní poslanec Národního shromáždění ČSSR.

## Biografie
Ve volbách roku 1960 byl zvolen do Národního shromáždění ČSSR za Středoslovenský kraj jako bezpartijní kandidát. V Národním shromáždění zasedal až do konce volebního období parlamentu, tedy do voleb v roce 1964.